# Donji Dolac
Donji Dolac – wieś w Chorwacji, w żupanii splicko-dalmatyńskiej, w mieście Omiš. W 2011 roku liczyła 373 mieszkańców.